# Kanpassorn Suriyasangpetch
Kanpassorn Suriyasangpetch (en tailandès กัญจน์ภัสสร สุริยาแสงเพ็ชร์), coneguda també com a Eix (อิ๊ก), és un dentista i empresària tecnològica, fundadora d'Ooca, una aplicació per ajudar els que pateixen una malaltia mental. El 2018 va ser inscrita a la llista 100 Women de la BBC.
Abans de fundar Ooca, Suriyasangpetch va servir com a dentista militar al Reial Exèrcit Tailandès.
Suriyasangpetch va fundar l'aplicació de telèfon intel·ligent Ooca el 2017 per connectar pacients tailandesos amb ajuda psiquiàtrica remota, a través de xats amb vídeo en dispositius mòbils. Afirma que hi ha un buit en l'atenció de la salut mental, i va descriure que hi ha 40 vegades menys de psicòlegs disponibles per a aquells que viuen a Tailàndia que en altres parts del món desenvolupat.

## Premis i honors
- 2017 - World Summit Award for Ooca.[6]
- 2018 - BBC World 100 Women.[1]